# Zoophthorus anglicanus
Zoophthorus anglicanus är en stekelart som först beskrevs av Morley 1907.  Zoophthorus anglicanus ingår i släktet Zoophthorus och familjen brokparasitsteklar. Inga underarter finns listade i Catalogue of Life.